# کن هنری
کن هنری (انگلیسی: Ken Henry; ۷ ژانویهٔ ۱۹۲۹ – ۱ مارس ۲۰۰۹) اسکیت‌باز سرعت اهل ایالات متحده آمریکا بود.
از افتخارات وی می‌توان به کسب مدال طلا در بازی‌های المپیک زمستانی ۱۹۵۲ اشاره کرد.